# Антоніо Гонсалес Веласкес
Антоніо Гонсалес Веласкес (ісп. Antonio González Velázquez; 1723–1793) — іспанський художник епохи пізнього бароко.

## Біографія
Веласкес народився в Мадриді у сім'ї митців; його батько Пабло Гонсалес Веласкес та брати Алехандро та Луїс були художниками. У 1747 році він отримав стипендію для поїздки до Риму від Реальної академії образотворчих мистецтв Сан-Фернандо, де він навчався у Коррадо Джіакінто. Наступного року він виконав фрески у церкві Санта-Трініта дельї Спаньолі.
В 1752 повернувся до Іспанії і через рік допомагав розписувати стіни церкви монастиря Втілення в Мадриді і купол каплиці базиліки дель Пілар в Сарагосі. Його репутація виросла до того, що в 1757 році він був призначений придворним художником і брав участь у прикрасі Королівського палацу Мадрида алегоричним розписом на стелі передпокою королеви. Незабаром після цього, у 1765 році, Веласкеса підвищили до посади директора Академії Сан-Фернандо.
До кінця життя він працював разом із Франциско Баїу-і-Субіасом та іншими художниками над створенням картонів для Королівської гобеленової фабрики під керівництвом Антона Рафаеля Менґса. Його син Закаріас Гонсалес Веласкес також став художником.